# Alberto de Araújo
Alberto Henriques de Araújo OC (Funchal, 3 de Março de 1903 — 28 de outubro de 1997) foi um político português.

## Biografia
Alberto Henriques de Araújo nasceu a 3 de Março de 1903 no Funchal, na ilha da Madeira.
Era filho de João Isidoro de Araújo Figueira e de Virgínia Henriques de Araújo, de famílias com raízes em Câmara de Lobos, e irmão mais novo de Juvenal de Araújo.
Licenciou-se em Direito pela Universidade de Coimbra.
Foi dirigente estudantil quando era estudante na Universidade de Coimbra. Foi ainda advogado e director do Diário de Notícias da Madeira.
Durante o Estado Novo, foi deputado na Assembleia Nacional por 6 legislaturas seguidas (IV a IX), entre 1945 e 1969.
Tal como o seu irmão Juvenal, Alberto de Araújo foi presidente da Associação Comercial do Funchal.
Alberto Henriques de Araújo morreu a 28 de outubro de 1997.

## Distinções
Alberto Henrique de Araújo recebeu as seguintes condecorações: 
- Oficial da Ordem de Cristo (1936-04-14)[3]
- Oficial da Ordem Nacional da Legião de Honra de França. (1956-04-16)[4]
- Medalha de Ouro da Ordem dos Advogados Portugueses (16 de Outubro de 1992)[2]
- Medalha de Honra da Cidade do Funchal (21 de Agosto de 1992)[2]
- Comendador da Ordem de Isabel a Católica de Espanha [2]
- Ordem das Palmas Académicas de França.(1939-05-13)[2]